# Якутск (городской округ)
Городско́й о́круг «го́род Яку́тск» (якут. Дьокуускай куорат уокуруга) — муниципальное образование в Республике Саха (Якутия) Российской Федерации.
Административный центр — город Якутск.

## Описание

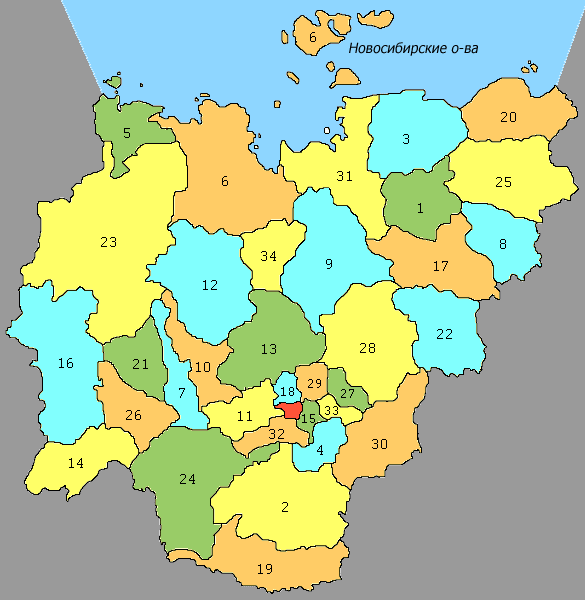
Территория городских округов Якутск и Жатай обозначена красным цветом, в центре

Физико-географическая характеристика
Округ находится в Центральной Якутии. Занимает территорию не только долины Туймаада — исторического центра Якутии, но и обширных земель к западу от неё. Общая площадь территории городского округа — 3,6 тыс. км². Граничит: на западе — с Горным улусом, на севере — с Намским улусом, на востоке — с Мегино-Кангаласским улусом, на юге — с Хангаласским улусом Якутии. Территория округа примыкает с запада к реке Лене, восточная его граница проходит по рукавам Лены.
Территория округа представляет собой слабо всхолмленную равнину, находящуюся к северу от Приленского плато. Преобладающие абс. отметки — около 250 м ±30 м. Наивысшая точка округа — 286 м, самая низкая — около 86 м — находится на берегу Лены в долине Туймаада. Равнина, на которой располагается округ, имеет некоторый уклон с юга на север, то есть на юге отметки выше. Бо́льшая часть территории округа покрыта тайгой. Преобладающие породы деревьев — даурская лиственница и сосна с незначительными в общей массе вкраплениями других пород — ели, берёзы, осины и др. Среди тайги встречаются урочища с лугово-степной растительностью — аласы, хотя здесь их меньше и они несколько другого типа, чем в Лено-Амгинском междуречье — наиболее типичном районе распространения аласов. Много мелких озёр. Самая крупная река округа (не считая Лены) — Кенкеме, левый приток Лены, которая протекает в западной части округа, в общем направлении с юга на север и делит территорию округа на две неравные части. Для долины Лены (Туймаады) характерна лугово-степная растительность, но там встречаются и островные лесные массивы, такой как, например, в парке культуры и отдыха им. Гагарина г. Якутска и вокруг него. Долина сильно увлажнена, на её территории множество болот и стариц.
На левом берегу реки Кенкеме находится ресурсный резерват, созданный Постановлением Правительства РС (Я) от 06.03.1995 г. № 95. Особо охраняемая природная территория ресурсный резерват республиканского значения «Кенкеме» создан в целях сохранения, воспроизводства и восстановления численности диких копытных животных, боровой и плавающей дичи, зайца-беляка и сохранения природных комплексов бассейна р. Кенкеме в естественном состоянии. Ресурсный резерват расположен на левом берегу р. Кенкеме между административными границами Горного и Намского улусов. Общая площадь территории ресурсного резервата составляет 93632 га.
Для животного мира округа наиболее характерны косули, популяция которых заметно выросла в последние годы. Они встречаются в тайге непосредственно у города Якутска, а иногда заходят и в сам город.
За исключением долины Туймаады и села Маган, остальная территория округа не заселена, не освоена, представляет собой глухую, местами непроходимую тайгу. Встречаются брошенные летники (сайылыки), лесные деляны и лесничества, охотничьи зимовья. На 15-м километре Вилюйского тракта находится три дачных посёлка горожан, дачи есть также по Маганскому и Намцырскому трактам. В 7 км к северо-западу от села Владимировка в тайге находятся развалины в/ч 29408 — ИП-9 (комплекс «Вега»), космические войска, сгорела в 1993 г. и не восстанавливалась, расформирована, ныне представляет собой объект для пешего туризма.
Существуют планы расширения города Якутска на сопки к западу от долины Туймаада, создания там нового микрорайона города.

### Климат
Климат округа, как и всей центральной Якутии — резко континентальный с длинной и суровой зимой (средняя температура января — около −40 °C) и коротким, но жарким летом (средняя температура июля — 19 °C — показатели Курска и Орла). Характерны небольшое количество осадков в течение всего года (при этом большее количество осадков приходится на тёплое время года) и сухой воздух, особенно летом.

## Население
| 2002     | 2005     | 2007     | 2008     | 2009     | 2010     | 2011     |
| -------- | -------- | -------- | -------- | -------- | -------- | -------- |
| 246 279  | ↗247 100 | ↗266 500 | ↗276 200 | ↗284 115 | ↗295 664 | ↘286 978 |
| 2012     | 2013     | 2014     | 2015     | 2016     | 2017     | 2018     |
| ↗294 844 | ↗303 007 | ↗310 790 | ↗315 951 | ↗320 595 | ↗324 651 | ↗328 493 |
| 2019     | 2020     | 2021     | 2022     | 2023     | 2024     |          |
| ↗335 525 | ↗339 664 | ↗372 928 | ↗376 045 | ↗378 549 | ↗384 979 |          |

На территории городского округа «Город Якутск» проживает чуть больше трети населения (38.25 %) всей Якутии.

## История
В советское время данная территория обозначалась как территория, подчинённая Якутскому городскому Совету. Этот городской Совет с подчинённой территорией был образован в 1922 году.
В постсоветское время ей первоначально соответствовала административно-территориальная единица город республиканского значения Якутск, в границах которой в рамках реформы местного самоуправления было создано муниципальное образование городской округ «город Якутск».
3 ноября 2004 года на основании постановлений Государственного Собрания (Ил Тумэн) Республики Саха (Якутия) посёлки Марха и Кангалассы были включены в городскую черту Якутска.
Законом Республики Саха (Якутия) от 30 ноября 2004 года «Об установлении границ территорий и о наделении статусом городского округа муниципальных образований Республики Саха (Якутия)» было закреплено, что муниципальное образование «Жатай» является самостоятельным и единым муниципальным образованием, не входящим в состав городского округа «Город Якутск».
Таким образом, посёлок Жатай, фактически примыкающий к городу с севера, в его состав не входит и образует отдельный городской округ, территория которого со всех сторон окружена территорией ГО «Город Якутск». В то же время, самый удалённый от города посёлок Кангалассы входит теперь не только в ГО, но и непосредственно в городскую черту и официально называется «Микрорайон Кангалассы».

## Состав городского округа
В состав городского округа входят 11 населённых пунктов:
| №  | Населённый пункт | Тип населённого пункта        | Население |
| -- | ---------------- | ----------------------------- | --------- |
| 1  | Владимировка     | село                          | ↗158      |
| 2  | Капитоновка      | село                          | ↘418      |
| 3  | Кильдямцы        | село                          | ↘291      |
| 4  | Маган            | село (в прошлом — пгт)        | ↗2129     |
| 5  | Пригородный      | село                          | ↗3208     |
| 6  | Старая Табага    | село                          | ↘616      |
| 7  | Сырдах           | село                          | ↗984      |
| 8  | Табага           | село (в прошлом — пгт)        | ↘2006     |
| 9  | Тулагино         | село                          | ↗2205     |
| 10 | Хатассы          | село                          | ↗5470     |
| 11 | Якутск           | город, административный центр | ↗372 801  |

Пояснение. Сёла Хатассы, Владимировка и Пригородное входят в Хатасский наслег. Сёла Тулагино, Сырдах, Кильдямцы и Капитоновка объединяются в Тулагино-Кильдямский наслег. Оба этих наслега находятся на территории городского округа «Город Якутск» и административно подчинены ему.
Упразднённые населённые пункты:
- 1998 год — поселки Выделенный, административно подчиненный п. Марха; Остров, административно подчиненный п. Жатай; Николаевка, Третий участок Тулагино-Кильдямского наслега[33].

## Галерея

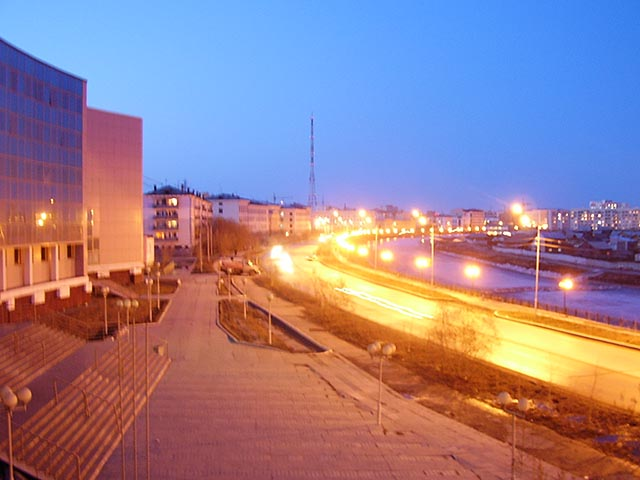
Якутск
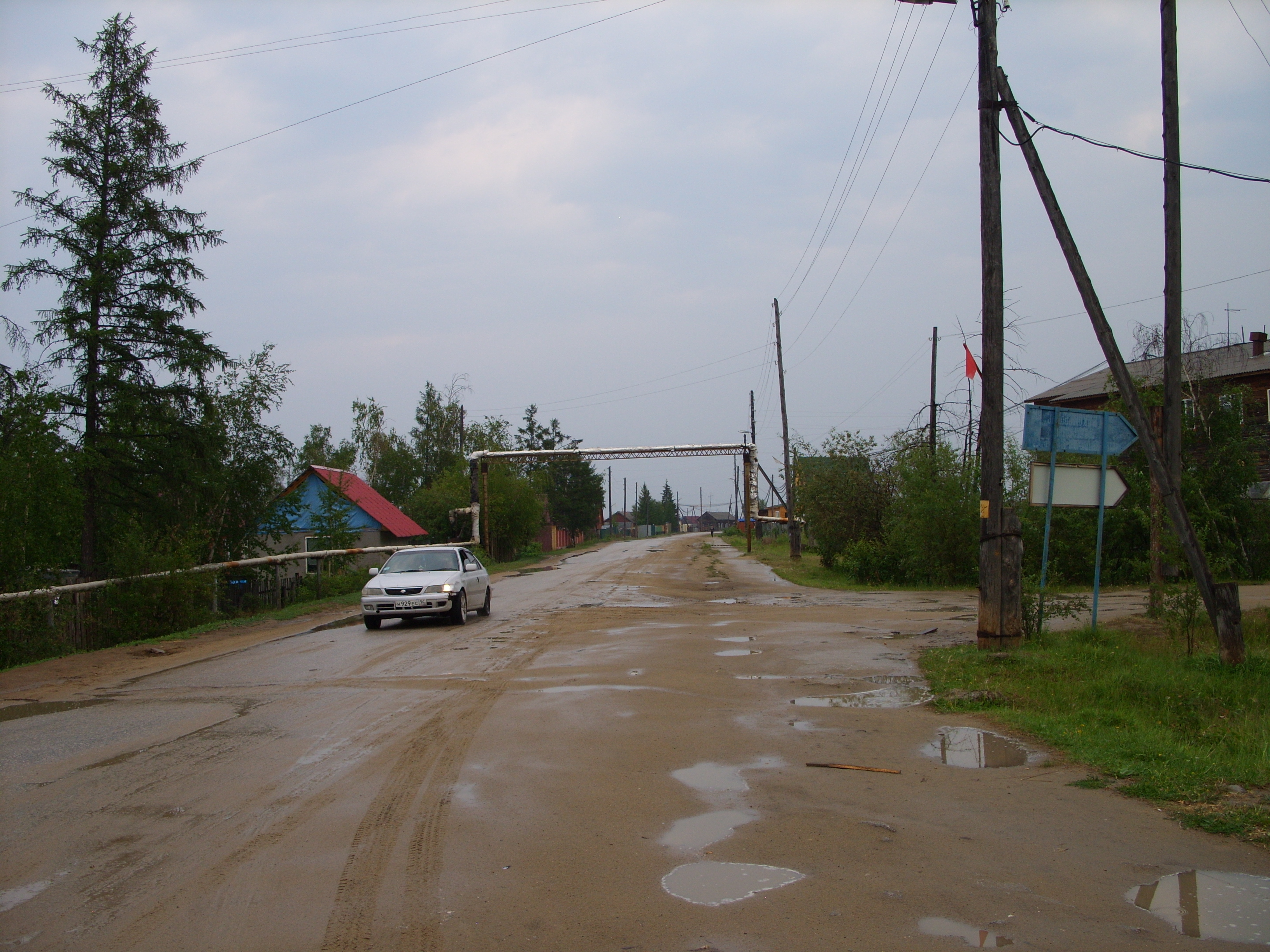
Маган
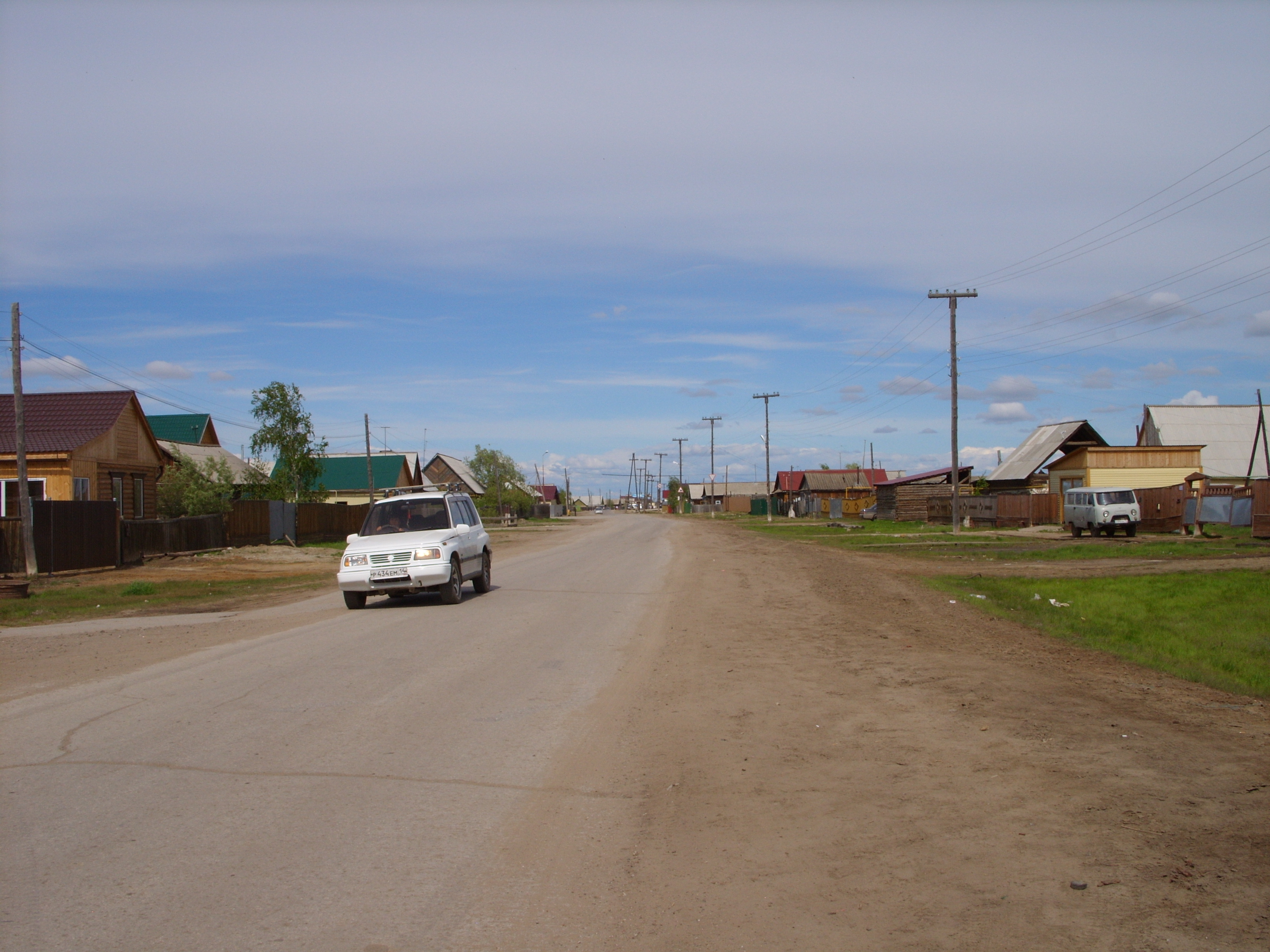
Хатассы
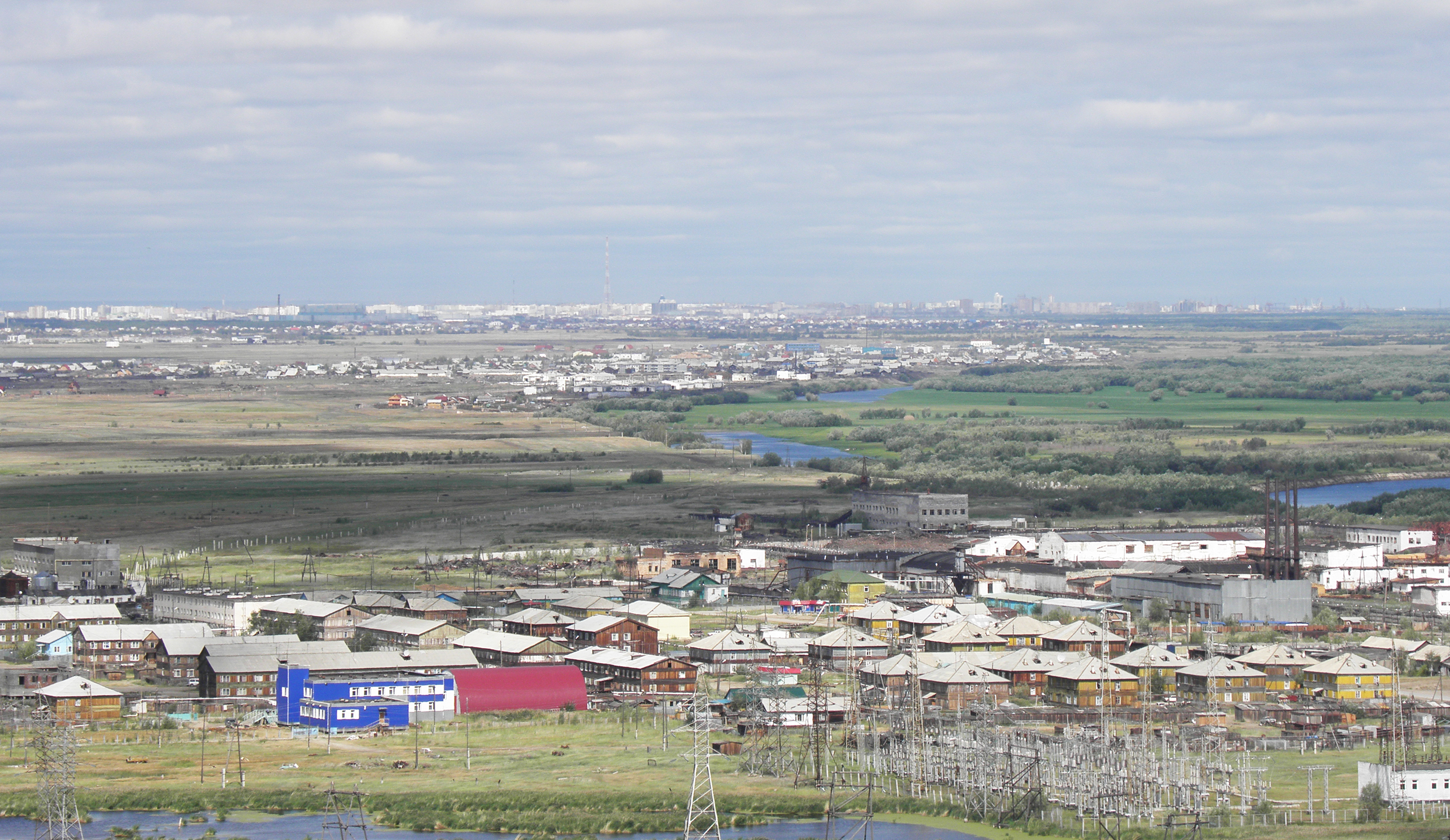
Табага
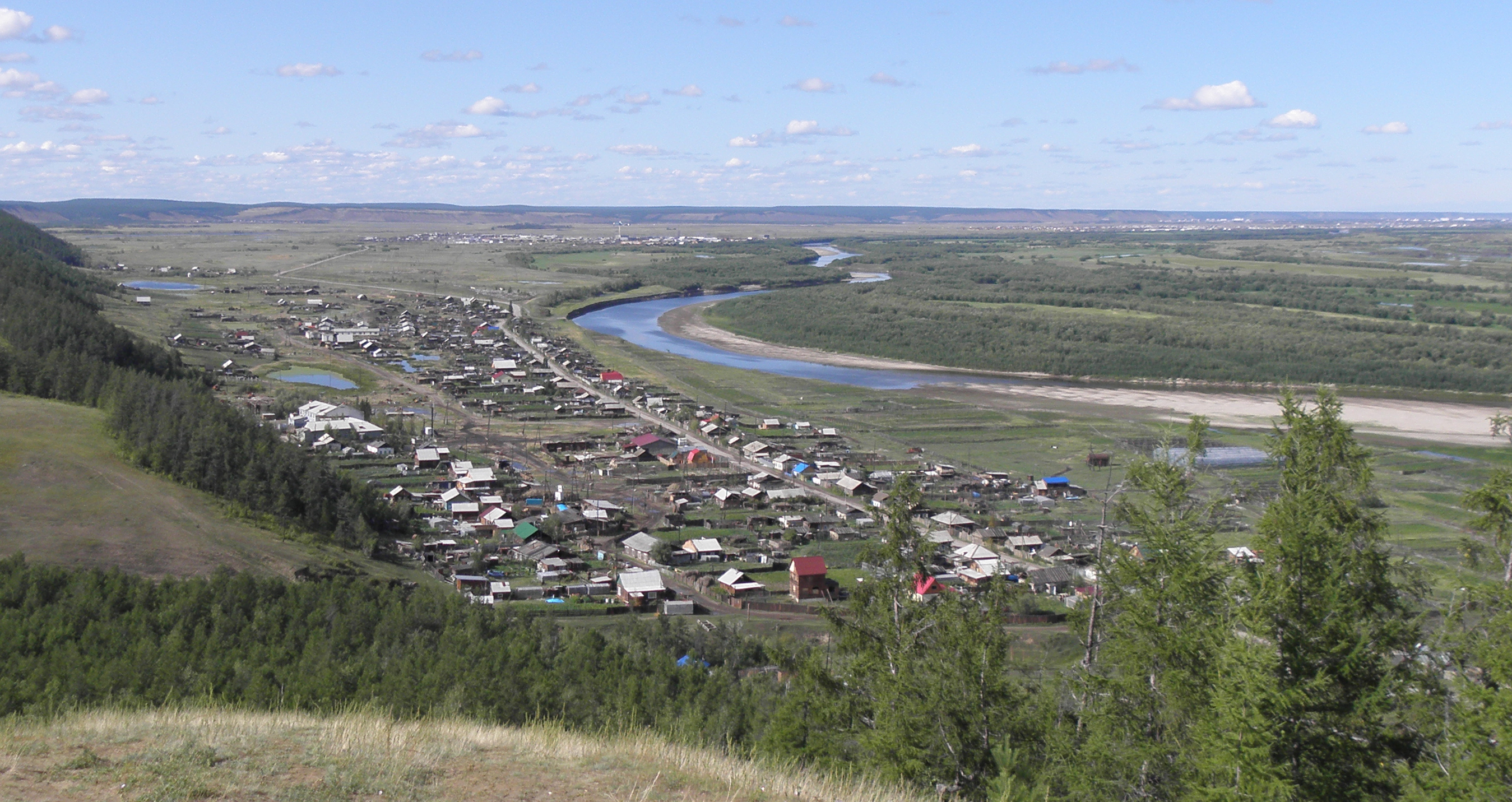
Старая Табага
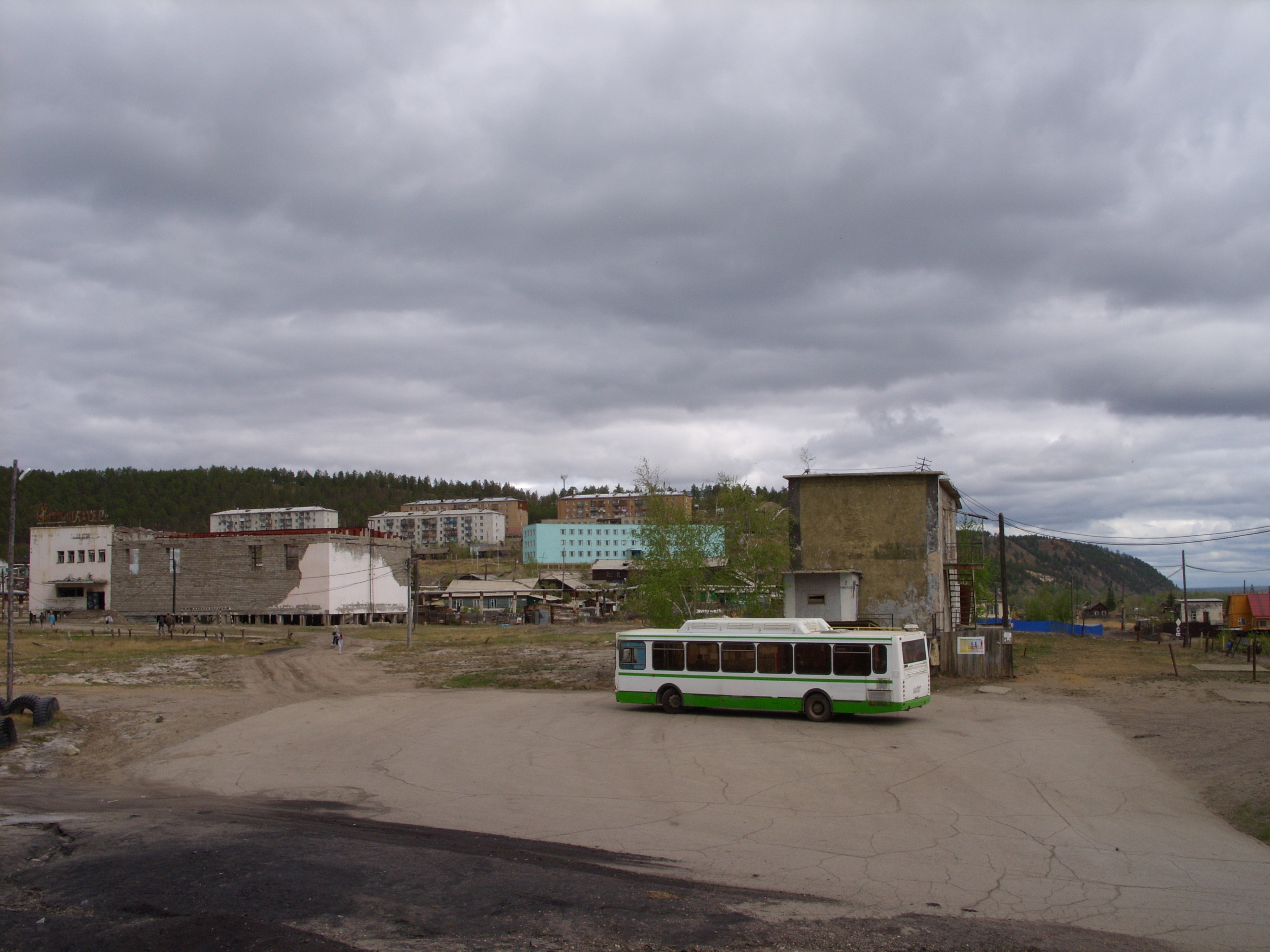
Кангалассы
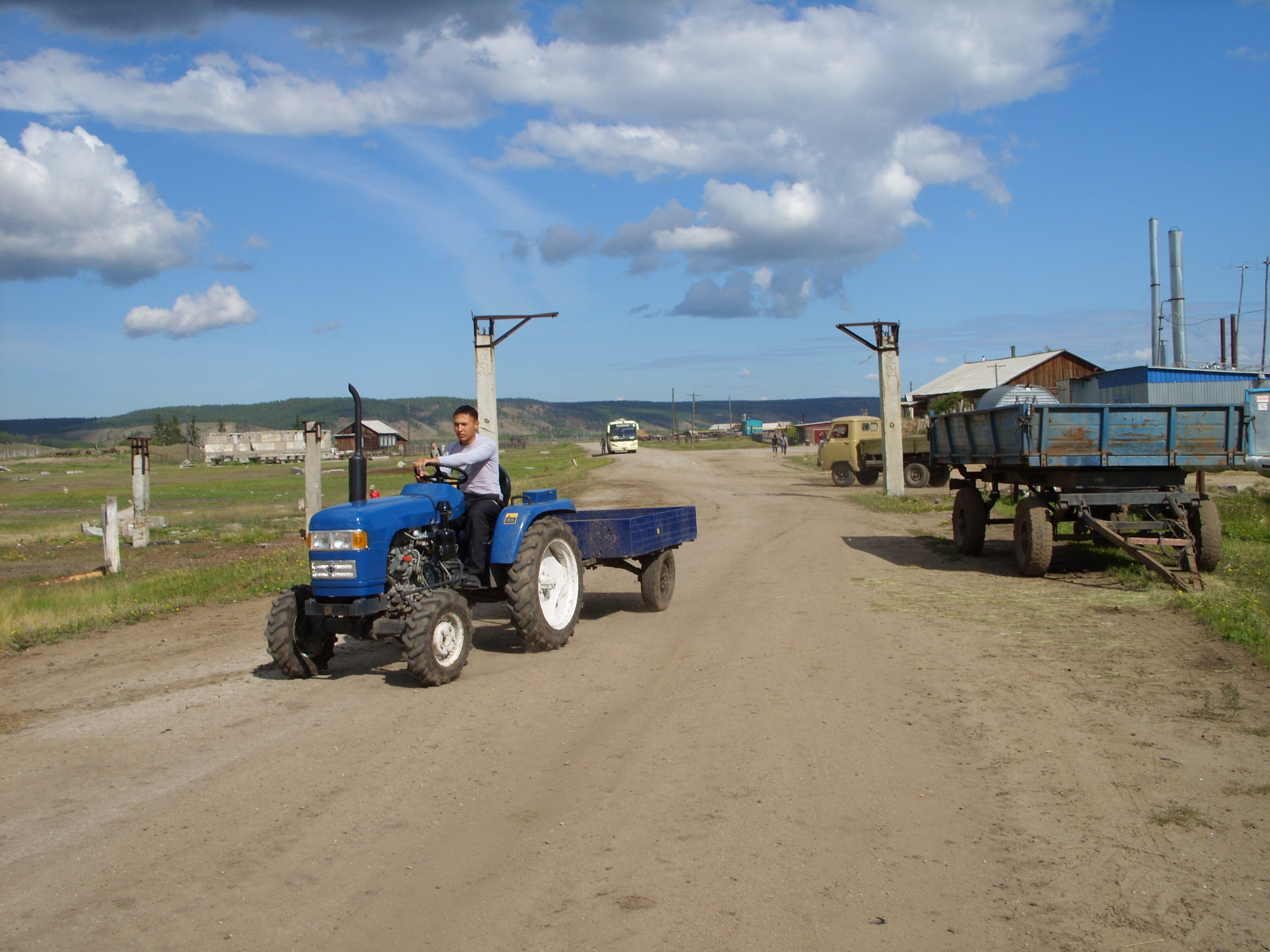
Кильдямцы
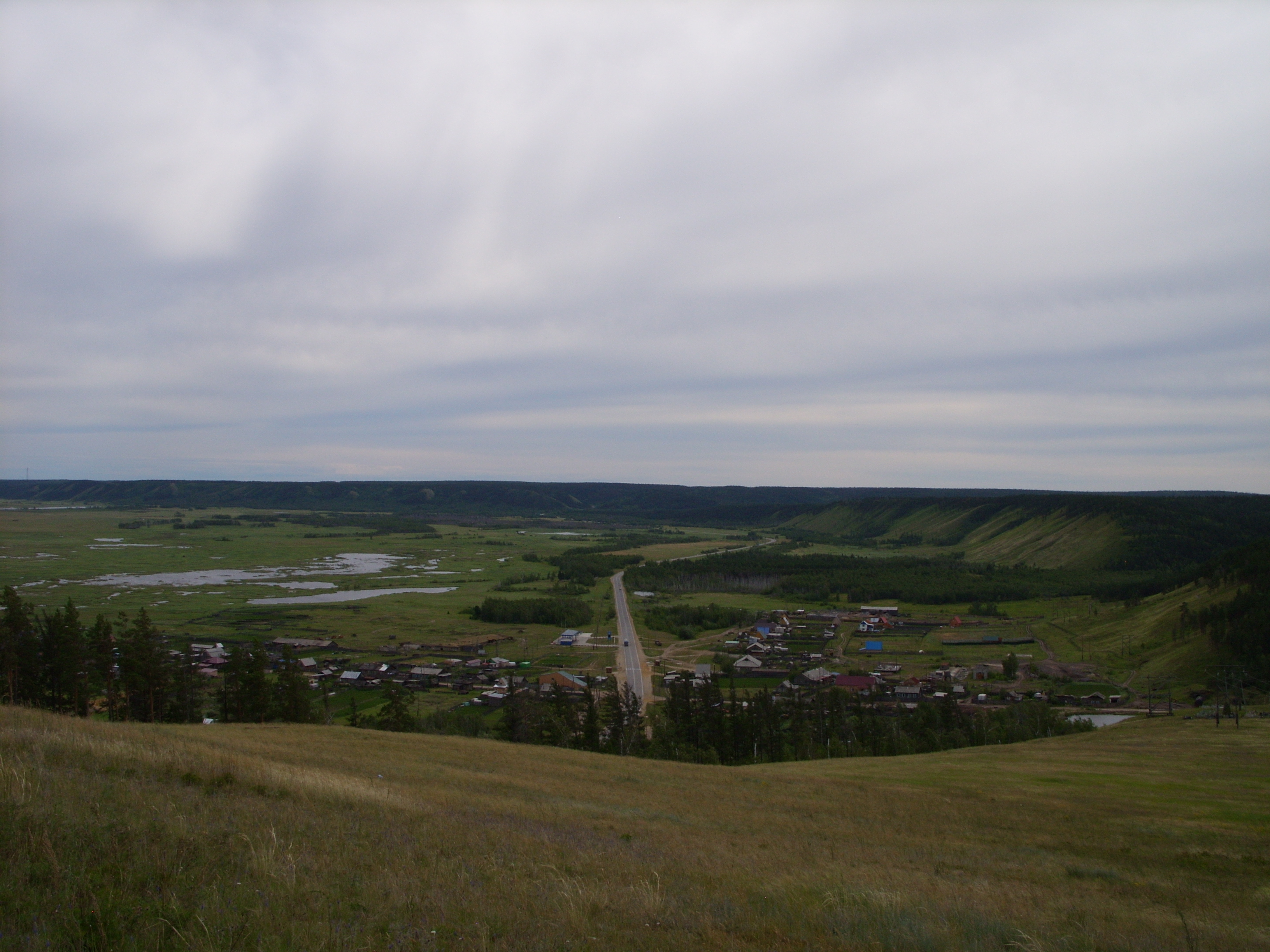
Владимировка
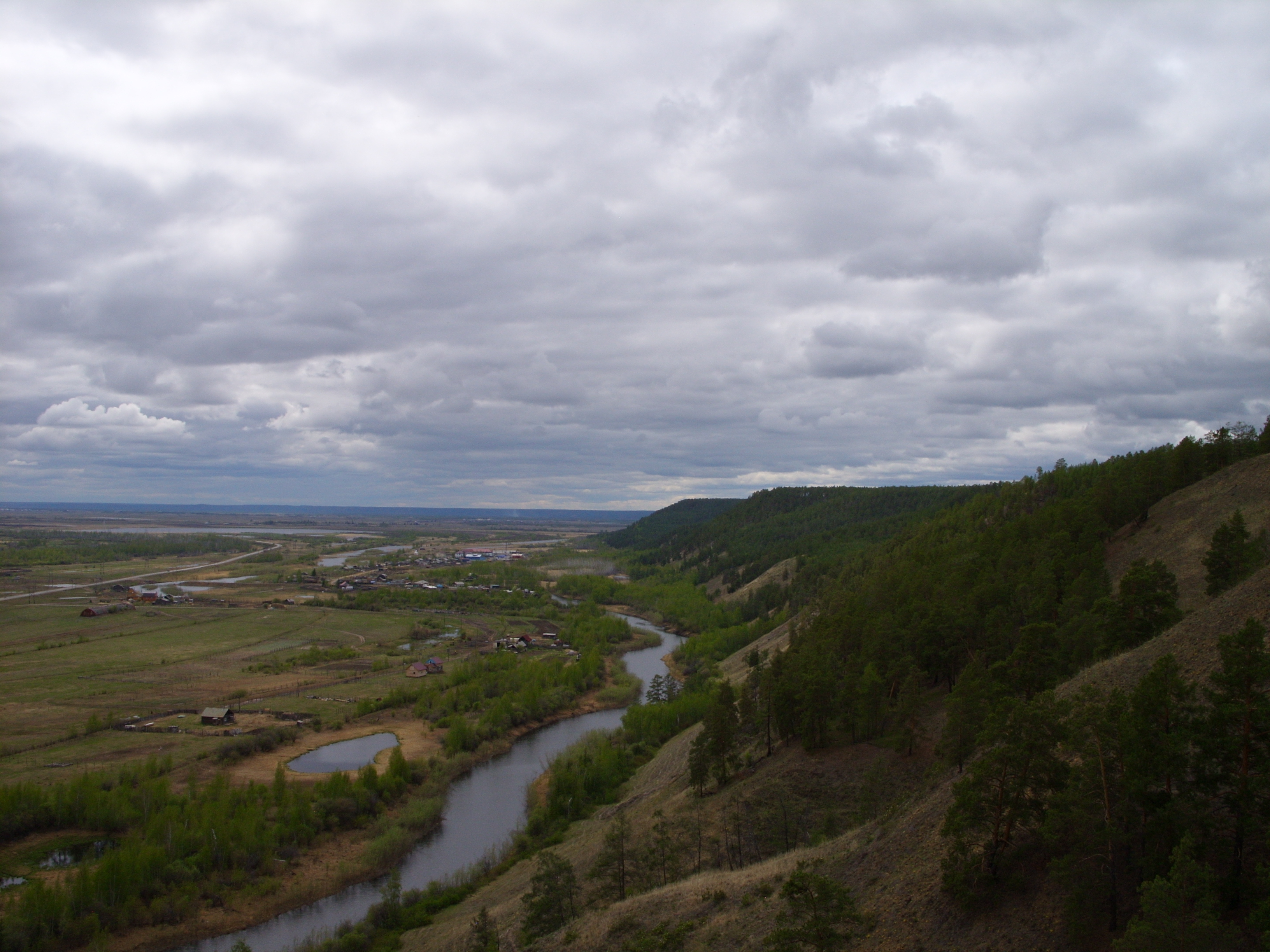
Капитоновка
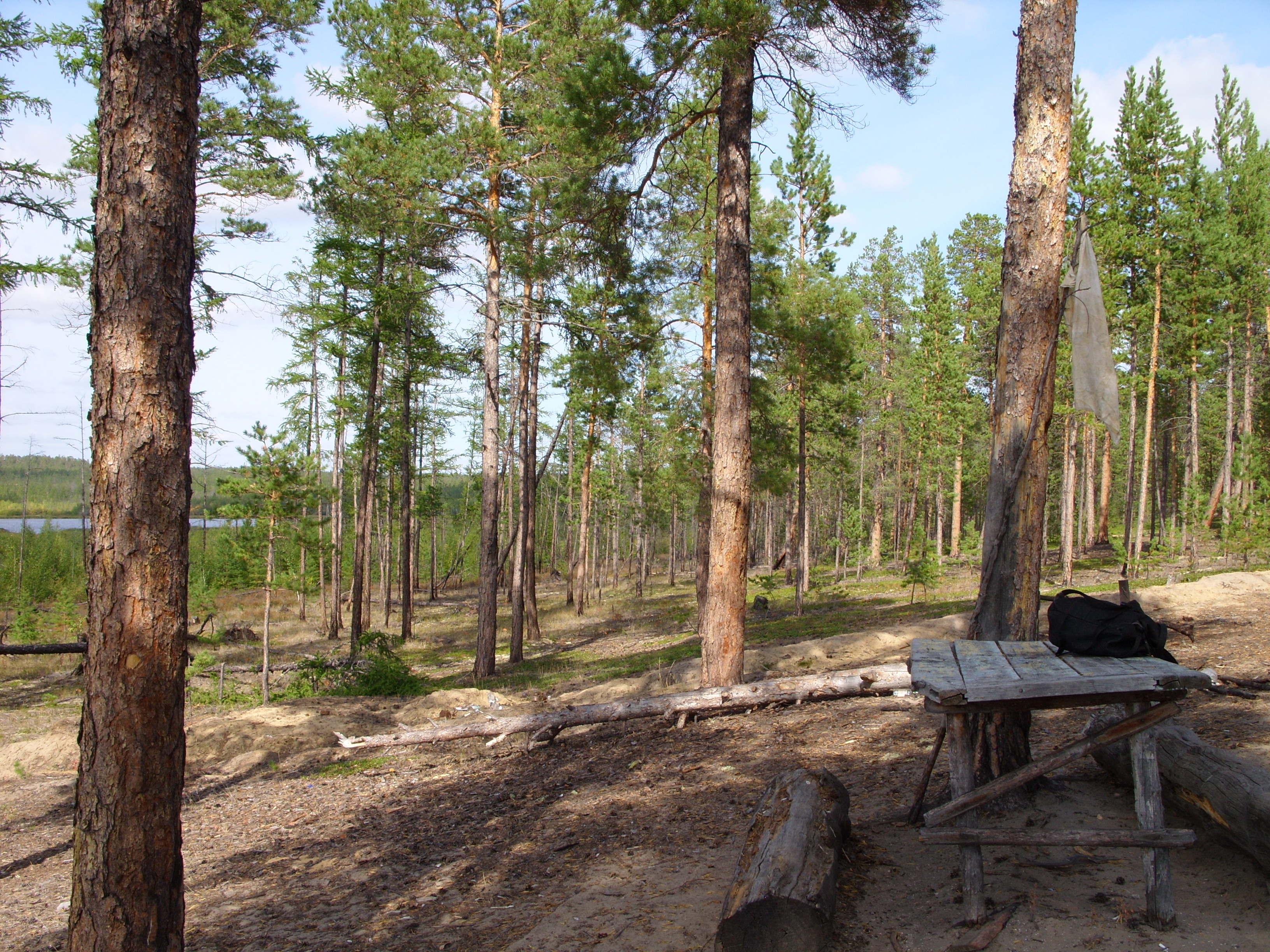
Сосновый лес возле озера Чабыда
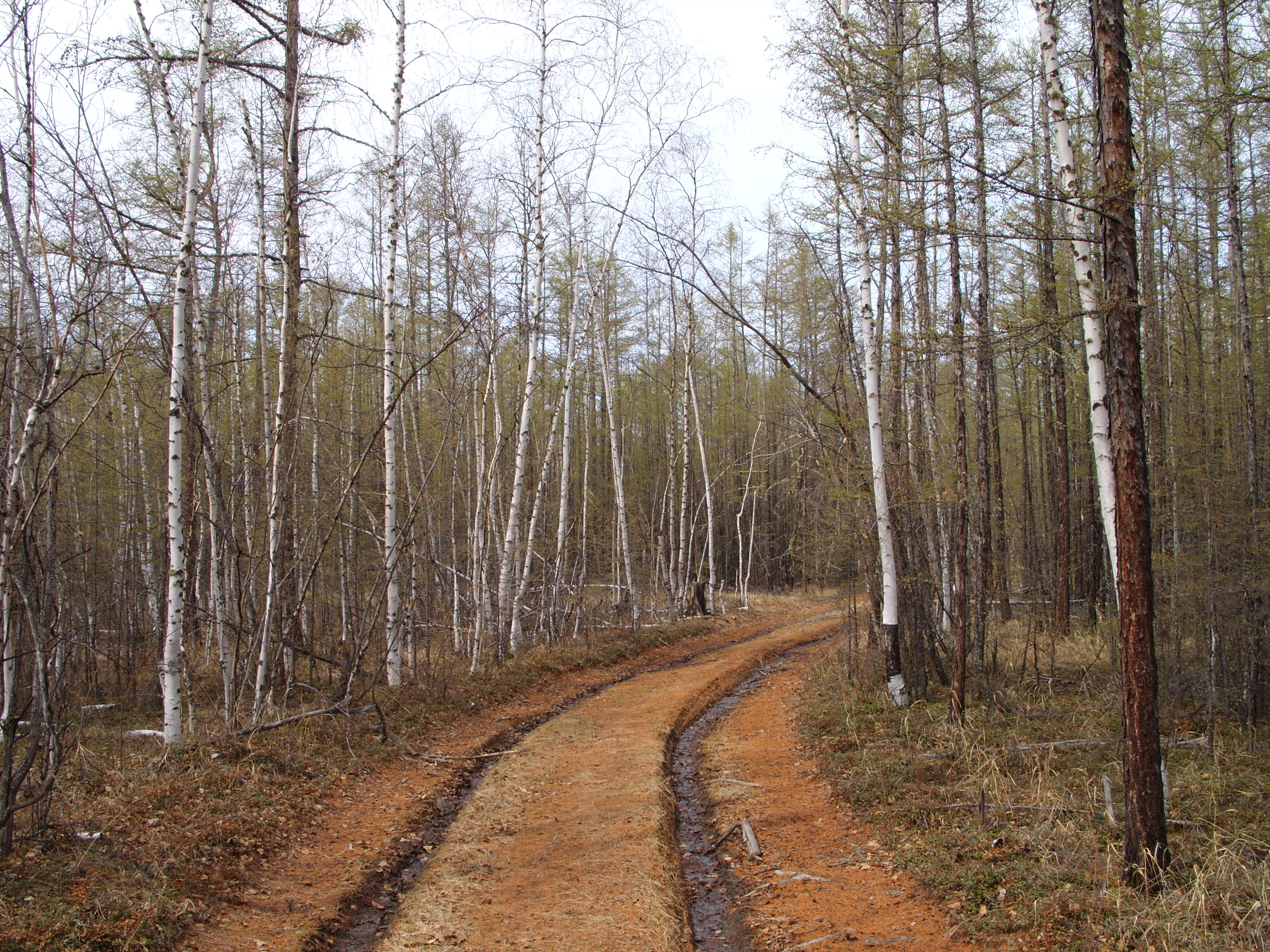
Природа в окрестностях посёлка Кангалассы